# 군닐라 베르나도테
비스보리 백작부인 군닐라 메르타 루이세 베르나도테(Gunnila Märta Louise Bernadotte, Countess of Wisborg, 1923년 5월 12일 ~ 2016년 9월 12일)는 스웨덴과 룩셈부르크의 귀족 여성이었다.